# Robert Downey Jr.
Robert John Downey, Jr. (New York-Manhattan, 1965. április 4. –) Oscar-díjas, kétszeres BAFTA- és többszörös Golden Globe-díjas amerikai színész, filmproducer és énekes.
Fiatalkorában a kritikusok körében és a közönség által is elismert színész volt, pályafutása ezután a droghasználat miatt hanyatlásnak indult, majd a 2000-es évektől ismét sikereket aratott a filmvásznon. 2008-ban felkerült a Time a világ 100 legbefolyásosabb embere listájára. 2013 és 2015 között a Forbes listáján a legjobban fizetett hollywoodi színész volt.
Ötévesen debütált színészként apja, Robert Downey Sr. Pound (1970) című filmjében. Ezután a fiatal színészekből álló Brat Pack csoport tagjaként tűnt fel újra a Különös kísérlet (1985) és a Fagypont alatt (1987) című filmekben. 1992-ben a címszereplőt formálta meg a Chaplin című életrajzi filmben, ezzel BAFTA-díjat nyert, és megszerezte első Oscar-jelölését. 1999-ben drogok miatt néhány évet börtönben töltött, majd csatlakozott az Ally McBeal sorozat szereplőihez, kiérdemelve egy Golden Globe-díjat. A droghasználattal összefüggő egy újabb letartóztatása után kitették a sorozatból.
2003-ban barátja, Mel Gibson főszerepet adott neki Az éneklő detektív című zenés filmvígjátékban, ezt követte a Durr, durr és csók (2005), a Zodiákus (2007) és a Trópusi vihar (2008) – az utóbbival a második Oscar-jelölését is megszerezte. Világhírnévre Tony Stark/Vasember szerepében tett szert a Marvel-moziuniverzum tíz filmjében, először a 2008-as A Vasember című szuperhősfilmben. Címszerepet játszott Guy Ritchie Sherlock Holmes (2009) és Sherlock Holmes 2. – Árnyjáték (2011) című filmjeiben, előbbivel Golden Globe-díjat nyert.

## Élete és pályafutása
Robert John Downey Jr. a New York-i Greenwich Village-ben született az underground filmes Robert Downey Sr. és Elsie Downey fiaként. Nővére az író-színésznő Allyson Downey. Nagymamája révén (Betty McLauchlen) magyar származású: szépapja, Stern Jakab és szépanyja, Deutschländer Eleonóra (nagymamájának nagyszülei) a tatai zsidó temetőben nyugszanak.
Első szerepét apja Pound című filmjében kapta, mindössze ötévesen. Húszévesen csatlakozott a híres Saturday Night Live stábjához egy szezon erejéig. Ezután Hollywoodba költözött. 1987-ben megkapta első főszerepét James Toback rendező A nővadász című filmjében. Ugyanebben az évben eljátszotta a drogfüggő Julian Wellst a Fagypont alatt című filmben.
1992-ben Charlie Chaplin legendás alakját kelthette életre Richard Attenborough Chaplin című filmjében, alakításáért Oscar-díjra jelölték. 2000-ben vendégszerepelt az Ally McBeal című vígjátéksorozatban, ahol az ügyvéd Larry Paul karakterét keltette életre, aki Ally szeretője lett. A sorozatban nyújtott alakításáért Golden Globe-díjjal jutalmazták. Downey a sorozatban megmutatta, hogy énekelni is tud, nem csak színészkedni, amikor elénekelte Joni Mitchell River és Chances Are című dalait  duettben Vonda Sheparddal és az Every Breath You Take című dalt Stinggel. 2005-ben kiadta saját lemezét The Futurist címmel.

## Válogatott filmográfia
- Szeress belém! (1983)
- Elsőszülött (1984)
- Városi vagányok (1985)
- Édenkert a javából (1985)
- Különös kísérlet (1985)
- Vissza a suliba (1986)
- A nővadász (1987)
- Fagypont alatt (1987)
- Johnny, a tökéletes (1988)
- Parádés páros (1988)
- Ezerkilencszázhatvankilenc (1988)
- Az igazság bajnoka (1989)
- Az ég is tévedhet (1989)
- Air America (1990)
- Marha nagy kalamajka (1991)
- Folytatásos forgatás (1991)
- Chaplin (1992)
- Lelkük rajta (1993)
- Rövidre vágva (1993)
- Hejj, Cézár! (1994)
- Született gyilkosok (1994)
- Only You – Csak veled (1994)
- III. Richard (1995)
- Szédült hétvége (1995)
- Változások kora (1995)
- Veszélyes övezet (1996)
- Egyéjszakás kaland (1997)
- Egy fiú, két lány (1997)
- Pancsolj, pancser! (1997)
- Démoni csapda (1998)
- Életre-halálra (1998)
- Gyilkos álmok (1999)
- Fergeteges forgatás (1999)
- Fekete-fehér (1999)
- Wonder Boys – Pokoli hétvége (2000)
- Ally McBeal (TV, 2000–2002)
- Az éneklő detektív (2003)
- Gothika (2003)
- Eros (2004)
- 6-os játszma (2005)
- Durr, durr és csók (2005)
- Jó estét, jó szerencsét! (2005)
- Őrangyallal, védtelenül (2006)
- Összekutyulva (2006)
- Kamera által homályosan (2006)
- A Szépség és a szőr: Diane Arbus képzeletbeli portréja (2006)
- Zodiákus (2007)
- Szerencse dolga (2007)
- Charlie Bartlett (2007)
- A Vasember (2008)
- A hihetetlen Hulk (2008)
- Trópusi vihar (2008)
- A szólista (2009)
- Sherlock Holmes (2009)
- Vasember 2. (2010)
- Szerelem és bizalmatlanság (2010)
- Terhes társaság (2010)
- Sherlock Holmes 2. – Árnyjáték (2011)
- Bosszúállók (2012)
- Vasember 3. (2013)
- A bíró (2014)
- A séf (2014)
- Bosszúállók: Ultron kora (2015)
- Rendes fickók (2016)
- Amerika Kapitány: Polgárháború (2016)
- Pókember: Hazatérés (2017)
- Bosszúállók: Végtelen háború (2018)
- Bosszúállók: Végjáték (2019)
- Dolittle (2020)
- Oppenheimer (2023)

## Díjak és jelölések
- Oscar-díj
  - 1993 jelölés: Legjobb férfi alakítás (Chaplin)
  - 2009 jelölés: Legjobb férfi mellékszereplő (Trópusi vihar)
  - 2024 díj: Legjobb férfi mellékszereplő (Oppenheimer)
- Golden Globe-díj
  - 1993 jelölés: Legjobb férfi alakítás (Chaplin)
  - 1994 díj: Legjobb filmes csapat (Rövidre vágva)
  - 2001 díj: Legjobb férfi mellékszereplő (televíziósorozat, televíziós minisorozat vagy tévéfilm) (Ally McBeal)
  - 2009 jelölés: Legjobb férfi mellékszereplő (Trópusi vihar)
  - 2010 díj: Legjobb színész – zenés film és vígjáték kategória (Sherlock Holmes)
  - 2024 díj: Legjobb férfi mellékszereplő (Oppenheimer)
- BAFTA-díj
  - 1993 díj: Legjobb férfi alakítás (Chaplin)
  - 2009 jelölés: Legjobb férfi mellékszereplő (Trópusi vihar)
  - 2024 díj: Legjobb férfi mellékszereplő (Oppenheimer)
- Arany Oroszlán (Velencei Filmfesztivál)
  - 1993 díj: Legjobb filmes csapat (Rövidre vágva)
- Primetime Emmy-díj
  - 2001 jelölés: Legjobb férfi mellékszereplő (vígjátéksorozat) (Ally McBeal)
  - 2024 jelölés: Legjobb férfi mellékszereplő (televíziós minisorozat vagy tévéfilm) (A szimpatizáns)
- Szaturnusz-díj
  - 1994 díj: Legjobb színész (Lelkünk rajta)
  - 2006 jelölés: Legjobb színész (Durr durr és csók)
  - 2009 díj: Legjobb színész (A Vasember)
  - 2010 jelölés: Legjobb színész (Sherlock Holmes)
  - 2011 jelölés: Legjobb színész (Vasember 2.)
  - 2014 díj: Legjobb színész (Vasember 3.)
  - 2019 díj: Legjobb színész (Bosszúállók: Végjáték)
  - 2024 jelölés: Legjobb mellékszereplő színész (Oppenheimer)